# 이지조
이지조(李之藻, 1571년 ~ 1630년)는 중국 명나라 후기의 학자이다.
1598년, 조정 관직에 처음 발을 들여놓고 1601년, 마테오 리치를 만나 같이 과학 기술 활동을 시작하였으며, 1610년, 로마 가톨릭 교인이 되었다. 1621년 서광계의 천거로 광록사소경이 되었다.